# Élie Cousin
Pour les articles homonymes, voir Cousin.
Élie Cousin est un homme politique français né le 31 juillet 1847 à Adissan (Hérault) et décédé le 6 décembre 1934 à Montpellier (Hérault).
Négociant, il est président du syndicat des vins et spiritueux de Montpellier, administrateur de la Banque de France de Montpellier et juge au tribunal de commerce. Conseiller municipal de Montpellier, il est conseiller général en 1889 et député de l'Hérault de 1893 à 1898, inscrit au groupe radical-socialiste. 

## Sources
- « Élie Cousin », dans le Dictionnaire des parlementaires français (1889-1940), sous la direction de Jean Jolly, PUF, 1960 [détail de l’édition]